# ハドリアヌス
プブリウス・アエリウス・トラヤヌス・ハドリアヌス（古典ラテン語: Publius Aelius Trajanus Hadrianus プーブリウス・アエリウス・トライヤーヌス・ハドリアーヌス、紀元76年1月24日 - 138年7月10日）は、第14代ローマ元首(皇帝)（在位：117年 - 138年）。ネルウァ＝アントニヌス朝の第3代目元首。前任者であるトラヤヌスの拡大路線を放棄し、内政と国境管理に力を入れて18世紀のイギリスの歴史家エドワード・ギボンからいわゆる五賢帝の一人として称賛されたが、治世における混乱やその強権から同時代人には暴君として恐れられてもいた。

## 生涯

### 誕生から青年期まで
ハドリアヌスは紀元76年1月24日に誕生した。
トラヤヌスの従兄弟であり、元老院議員でもあった父プブリウス・アエリウス・ハドリアヌス・アフェル(英語版)はヒスパニア(スペイン)にあった属州バエティカの町イタリカ出身であり、かつてこの町がイタリアの都市ハドリアからの入植者によって建設された事が「ハドリアヌス」という名の由来である。母のドミティア・パウリア(英語版)はフェニキア人にルーツを持つとも考えられるカディス出身のヒスパニア人であった。
ハドリアヌスが10歳の時に父と死別し、以降トラヤヌスとヒスパニア出身の同郷者でエクイテス(騎士)であったプブリウス・アシリウス・アッティアヌス(英語版)の後見を受けながら成長し、その過程でギリシア文化に大きな関心を示した事から周囲に「グラエクルス(小さなギリシア人)」と呼ばれた。

### トラヤヌスの下で
18歳から公務での活動を開始したトラヤヌスは中欧やバルカン半島で軍務に就き、97年11月にはネルウァに事実上の後継者に指名されたトラヤヌスの下に自身が所属する軍団の使節として赴いて祝辞を述べている。99年には正式に元首の地位に就いたトラヤヌスと共にローマへと帰還し、この頃にトラヤヌスの妻であったプロティナ(英語版)に勧められてトラヤヌスの姪であったウィヴィア・サビナ(英語版)を妻に迎えている。
その後101年にクァエストル(財務官)となり、正式に元老院議員としての資格を得るとトラヤヌスのスピーチライターを務め、ダキア戦争への従軍を経て下部パンノニア属州総督、補充執政官、アテナイのアルコン(執政官)といった役職を歴任。更にトラヤヌスの幕僚としてパルティア遠征に従軍した後117年に属州シリア総督に就任した。
順調に昇進を重ねていったハドリアヌスだが経歴に特筆すべき点はなく、この時点では未だトラヤヌスの明確な後継者とは断言できない立場にあった。

### 後継者指名の謎
117年8月、キリキアの小村セリヌスでトラヤヌスが病没すると、遺言でハドリアヌスを養子とし、自身の後継者としたという報せが元老院とアンティオキアでシリア総督を務めていたハドリアヌスの下に届き、ハドリアヌスは配下の軍団の支持の下で元首への就任を宣言した。
しかしトラヤヌスの遺言の信憑性は古代より疑問視されており、歴史家カッシウス・ディオは父親からの伝聞を根拠として、遺言が親衛隊長官となっていたアッティアヌスと、ハドリアヌスに好意的なプロティナによる捏造だったとしている。巷ではトラヤヌスは、ダキア戦争やパルティア遠征で功績のあったルシウス・クィエトゥス(英語版)を後継者にしようとしていたのだと囁かれたという。また、トラヤヌスの死後間もなく重用されていた解放奴隷が不審死し、死後10年以上経って遺灰がローマに移送されるという不自然な出来事は、何らかの陰謀が存在した事を示唆してるともされる。
トラヤヌスが生前にハドリアヌスを後継者に決めていたという明確な証拠はなく、遺言が本物であったのかについては、後世に考古学調査等を踏まえた上での活発な議論が交わされたが真相が解明されたとは言い難い。当時からハドリアヌスの元首就任の正当性には疑問が呈されていたと言える。トラヤヌスから十分な権力移譲の準備がなされなかった事は、ハドリアヌスに著しく不安定な立場での地位の継承を余儀なくさせたのだった。

### 4元老院議員処刑事件
ハドリアヌスが元首に就任して間もなく、要職であるコンスル(執政官)経験者である以下の有力な4名の元老院議員が処刑される事件が発生した。
- ガイウス・アウィディウス・ニグリヌス(英語版)：110年の執政官。

- アウルス・コルネリウス・パルマ(英語版)：アラビア遠征で活躍した2度の執政官経験者。

- ルキウス・プブリウス・ケルスス(英語版)：2度の執政官経験者。

- ルシウス・クィエトゥス(英語版)：パルティア遠征で活躍した117年の補充執政官(執政官に欠員が生じた場合の補欠)。

4名の処刑はハドリアヌスに先んじローマへ帰還したアッティアヌスの手で行われたが、ハドリアヌス自身の命令によるものだったとの説も存在し、罪状はハドリアヌス暗殺の陰謀一だったとされる。しかし、カッシウス・ディオはそれを口実にハドリアヌスがライバルになりうる人物を排除した可能性も示唆している。
トラヤヌスによる拡大路線を停止し、東方から撤退するというハドリアヌスの方針への反発が原因ともされるが、4名のうちパルティアへの遠征に関わっていたのはクィエトゥスのみであり、ケルススとニグリヌスは外征での目立った功績が無い事から推測の域を出ず、また、ニグリヌスがハドリアヌスの親友であったとされる事から、就任間もない政治基盤の脆弱さから来る元老院内での内部抗争の結果だった可能性も指摘されている。
いずれにせよこの処刑は元老院に強い衝撃を与え、118年7月にローマへと帰還したハドリアヌスは弁明に追われ、今後元老院議員を処刑しないとの誓いを立てる一方、民衆への賜金による支持の確立にも努める事で一応の安定を見たが、ハドリアヌスと元老院との間に大きな禍根を残す事となった。

### 属州の整備、再編
大隊騎兵が十分な技を実演する事は並大抵ではない。(中略)だが君達は諸々の厳しい条件を猛暑に耐え、持てる力の全てを出し切る事で乗り越えた。さらに君達は投石機や投げ槍を駆使し、あらゆる状況下で迅速に騎兵として活動して見せたのだ。

ーランバエシス(英語版)出土碑文に記されたハドリアヌスの演説文
混乱を経て始まったハドリアヌスの治世だったが、早急の課題は属州の再編であった。トラヤヌスの軍事活動によってローマの負担は増大し、ブリタニアをはじめ各地で大規模な反乱が発生して統治は行き詰まっていた。そこでハドリアヌスはこれら反乱に対応する一方、トラヤヌスが遠征で獲得した領土を放棄してパルティアと講和を結ぶ事により安定的な統治への道筋をつけた。さらに属州の有力者である都市参事会員にローマ市民権を積極的に付与する事で属州からの人材登用も促進した。

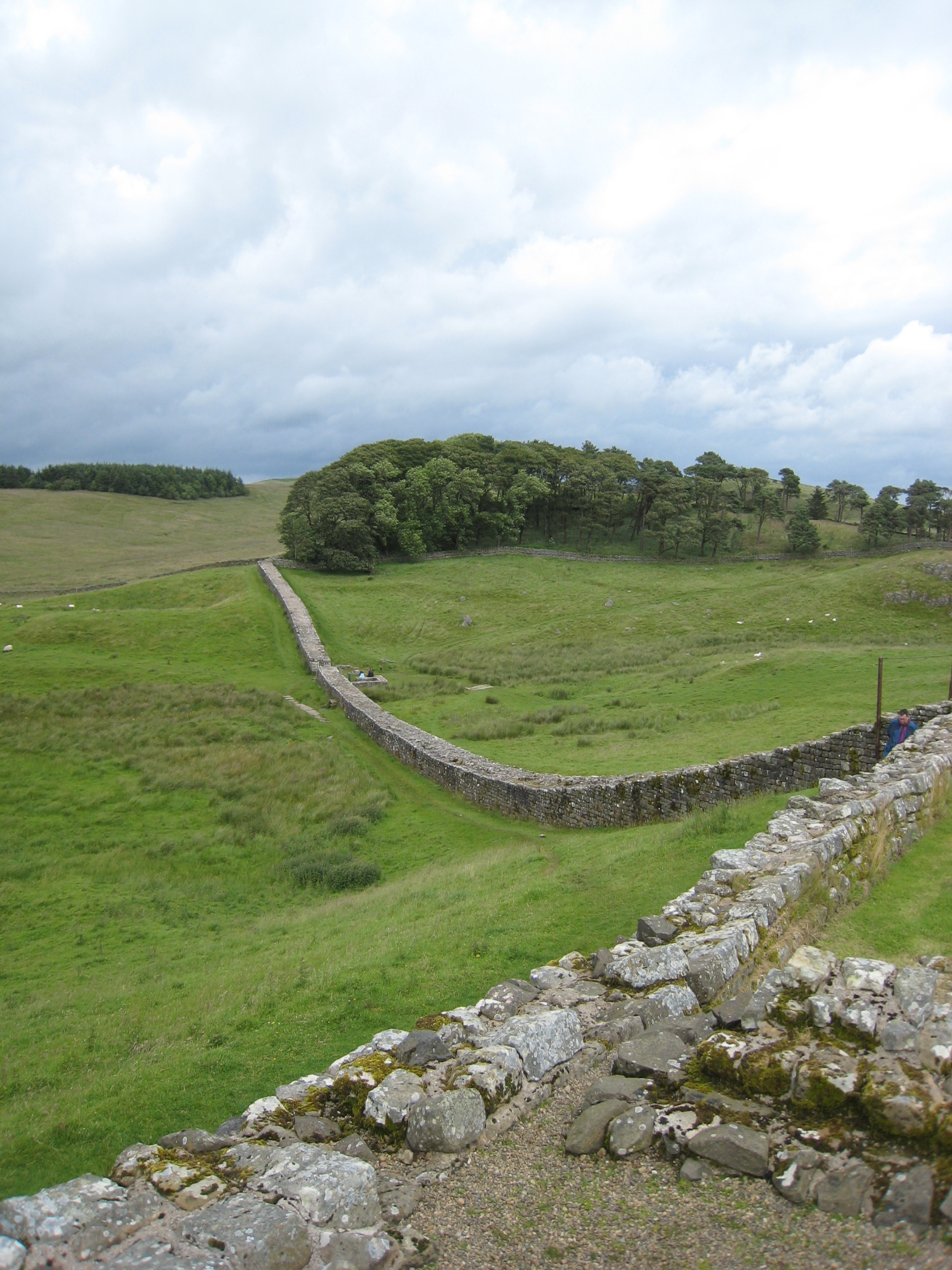
ハドリアヌスの長城

そして121年頃に属州の安定化を目指して大規模な視察旅行を開始し、最初にガリア、ゲルマニアへと向かい、その後ブリタニアとヒスパニアへと赴き、途中で錯乱した奴隷に襲撃されるという事件に遭遇しつつも旅を続けてシリアやアナトリア各地を巡り、ダキアとギリシアを経てシチリア島でエトナ山に登頂した後にローマへと帰還するという足掛け4年に渡る壮大な旅を実施した。さらに128年に再び視察旅行を開始し、アフリカからギリシア、アナトリア、エジプト、パレスチナを旅して134年にローマに帰還した。
これらの旅の中でブリタニアにおけるハドリアヌスの長城をはじめとした各属州の国境であるリメス(境界)の整備が進められた。また、ハドリアヌス自身も兵士達と共に軍隊生活を送る等して属州の実情把握に努め、弛緩していた現地の将兵に対して規律を正す等して属州の軍備や行政の整備、改善にも積極的に取り組んだ。

### 造営事業と法整備

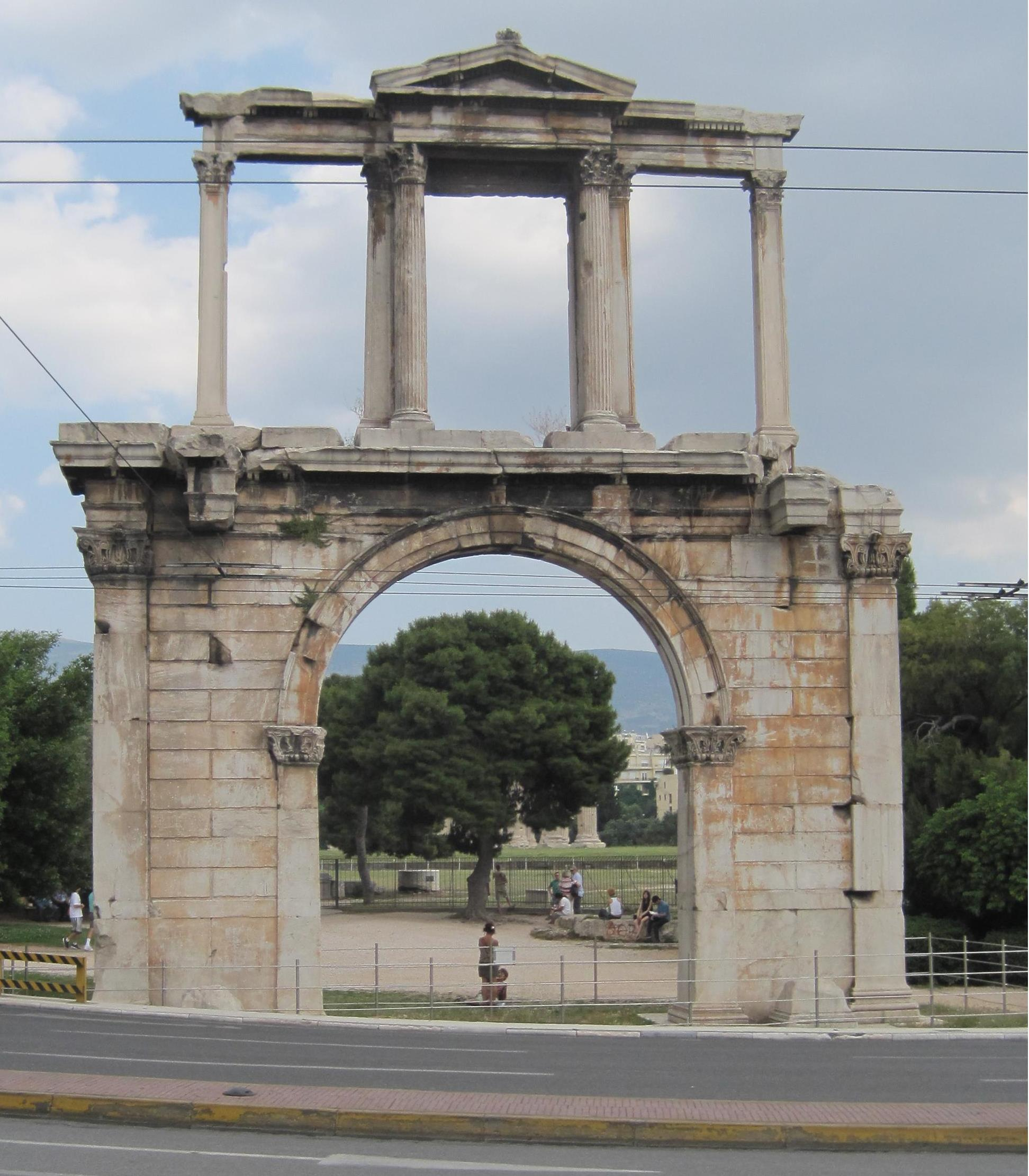
ハドリアヌスとテセウスを讃えたハドリアヌスの凱旋門

ハドリアヌスはローマや属州における建造物整備や建設も進め、中にはウェヌスとローマの神殿のように自ら設計の指示を出した建物も存在した。特に名高いのはアウグストゥスの腹心だったマルクス・ウィプサニウス・アグリッパによって建造され、その後損壊したパンテオン(万神殿)の再建であり、これは現在に伝わる最も優れた古代の建築物ともされている。さらに各地で都市開発も進め、ハドリアノポリス(現在のエディルネ)をはじめ、各地にハドリアヌスの名を冠した都市が8つ作られたという。また、紀元前86年にルキウス・コルネリウス・スッラに破壊されて以来精彩を失っていたアテナイの再建にも力を入れ、多くの公共建築物を寄進し、600年以上未完成だったゼウス・オリュンピウス神殿を完成させてペリクレス時代以来の繁栄をアテナイにもたらし、住民達は立像の建設をはじめとした様々な栄誉でこれに報いた。
この町はアテナイ、テセウスの誇りなり
この町はハドリアヌスの誇りなり、テセウスと違うことなかれ

ーハドリアヌスの凱旋門に刻まれた碑文
造営事業に力を入れる一方で法整備を通した社会秩序の再編にも尽力た。ローマでは毎年法務官によってローマ法の運用方針を定めた規定が作成、布告されていたが、それまで作られた規定が蓄積したためにローマ法の解釈に矛盾が生じていた。そのためハドリアヌスはそれまで作られた運用規定を整理、統一してそれらを纏めた『永久告示録』を編纂する事でローマ法の合理的かつ安定的な運用を可能とした。

### 治世の暗雲

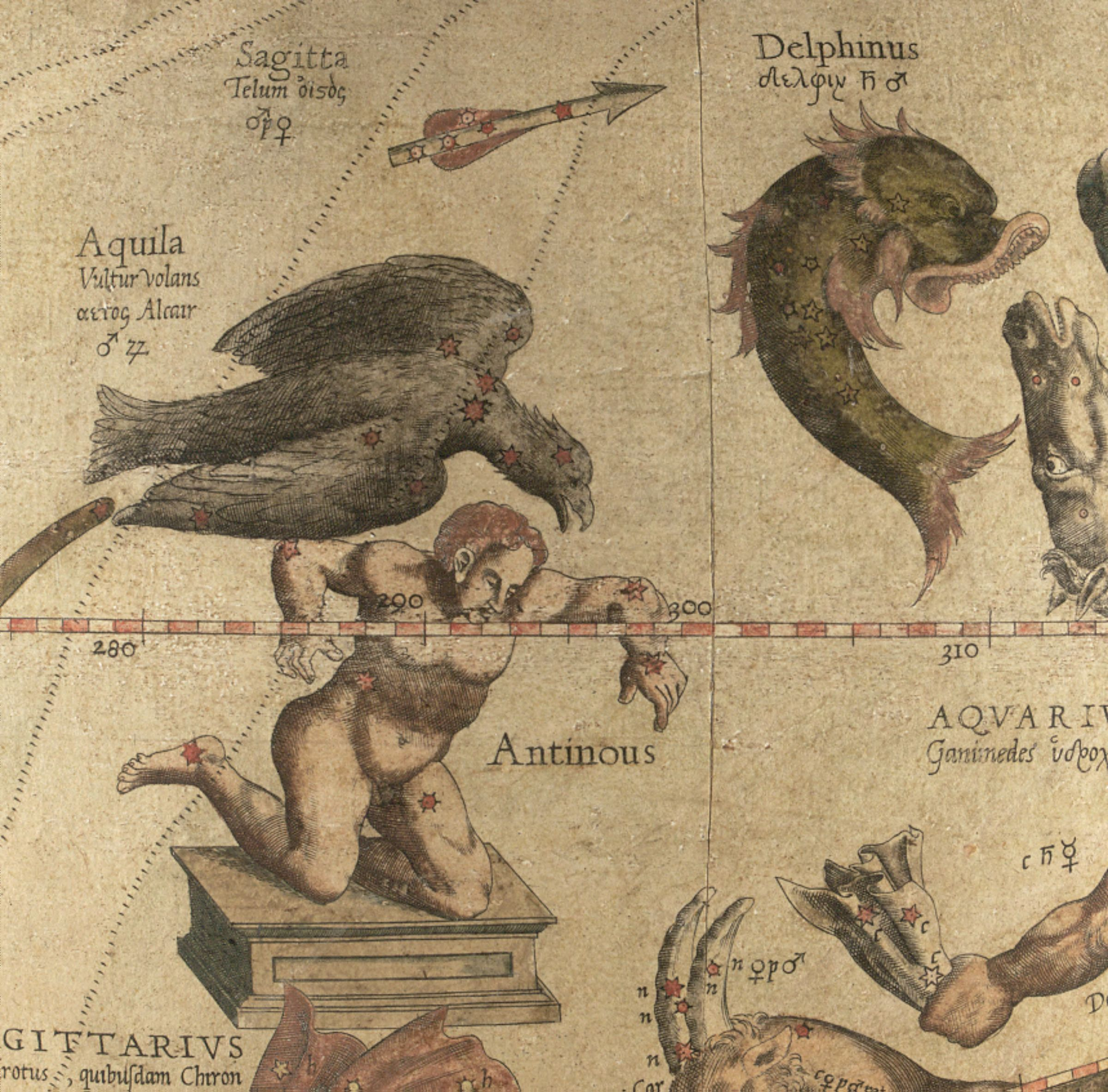
ハドリアヌスによって星になった愛人アンティノウス。メルカトル天球儀1551に描かれたもの

ハドリアヌスはビテュニア出身の美少年アンティノウスを寵愛し、視察旅行にも常に同伴させていた。しかし、130年にエジプトに赴いた際ナイル川で溺死し(事故とも自殺ともされる)ハドリアヌスは嘆き悲しみ、彼に因んでアンティノポリスと名付けた町を建設した程だった。アンティノウスの死を契機に、ハドリアヌスの治世には影が差し込み始めた。
同年にエルサレムの破壊された旧都市部分に自らの氏族名アエリウスとユピテル神に因み「アエリア・カピトリーナ」と名付けた都市を建設し、132年には割礼を禁止し、これらの政策への反発からユダヤ人の大規模かつ組織的な反乱が発生して第二次ユダヤ戦争へと発展した。ハドリアヌスは自ら陣頭指揮を取る一方で不評であったイタリアからの兵士の徴募まで行い、135年に一説には58万ともされるユダヤ人の犠牲によってようやく反乱は鎮圧された。反乱鎮圧に苦戦したハドリアヌスは、「我と貴殿の子息ら息災で何より。我と我が軍団壮健なり。」という元老院に戦況が優勢である事を示す通例の文書を送る事が出来なかったほど厳しい状況であったとされる。

### 後継者指名の混乱
セルウィアヌスは死を前にして火を用意し、香を焚きたいと願い出た。そしてこう叫んだ。
「神々よ、私が無実である事はお分かりのはずだ、ですからどうか一つだけ我が願いを叶えてくだされ。ハドリアヌスに死を望んでも得られぬ苦しみをお与えてくだされ！」
そしてハドリアヌスは長きにわたり病に苦しみ、何度も死を望み、幾度となく自殺衝動に駆られた。

ーカッシウス・ディオ『ローマ史』69,17,2.
135年に病を患ったハドリアヌスは後継者の選定に向けて動き出し、当初後継者と目されたのは姪の息子である当時17歳だったフスクスでり、その祖父であるウルスス・セルウィアヌスはトラヤヌス時代からの重鎮であり、90歳を超えて尚、強い影響力を持っていた。しかし、ハドリアヌスが136年に自身の養子としたのは無名のパトリキ(貴族)だったケイオニウス・コンモドゥスであり、彼にルキウス・アエリウス・カエサルを名乗らせた。ルキウスが養子とされたのはアンティノウスに代わってハドリアヌスの寵愛を受けたからともされるが、ルキウスは就任時に処刑されたニグリヌスの義理の息子であり、処刑に対する罪滅ぼしという個人的な動機や、ニグリヌスが率いていた派閥との関係修復が狙いだったとの指摘もある。
後継者に指名されなかったフスクスとセルウィアヌスはこれに反発し、ハドリアヌスは内紛の拡大を恐れて両者を処刑した。だが、そのルキウスも138年に病没し、代わって120年に執政官を務め、温厚で広範な人脈を持つアウレリウス・アントニヌス(後のアントニヌス・ピウス)を養子とし、さらにアントニヌスの養子としてその妻の姪だったアンニウス・ウェルス(後のマルクス・アウレリウス・アントニヌス)とルキウスの息子だったルキウス・ウェルス(後のマルクス・アウレリウスの共同統治者)を養子とさせた。この措置は、ハドリアヌス就任の後ろ盾となったヒスパニア出身者から成る派閥と、古くから元老院で力を持ってきたイタリア出身者の派閥にそれぞれ連なるルキウスとウェルスの両方を後継者とする事で両派閥の和合を目指したものだったともされる。
しかし、元老院に諮る事なく独断で後継者を決定して流血にまで発展した事は、元老院のハドリアヌスに対する不信感を更に強める事となった。

### 死と神格化
愛しき彷徨えし小さき精霊
体に逗留せし賓客、同胞と呼ぶべき存在
そなたは過ぎ去ってゆくのだろうな
硬化して血色も悪く何も纏う事なく
お決まりの軽口さえ言わずに

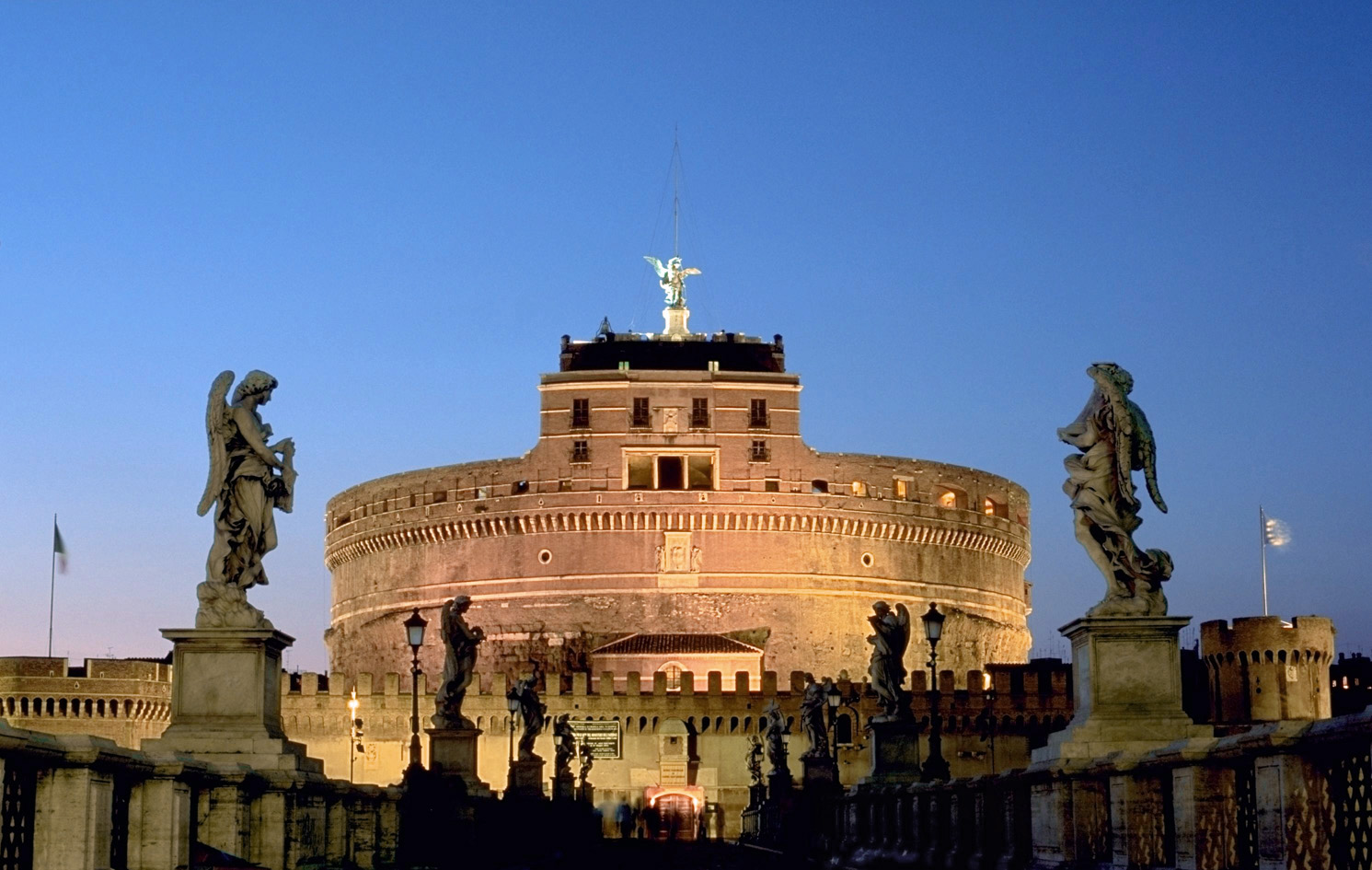
ハドリアヌスが自らの霊廟として建設を開始したサンタンジェロ城

ーハドリアヌス辞世の詩(『ヒストリア・アウグスタ』ハドリアヌス伝25.9)
後継者の選定を終えたハドリアヌスだったがその後も病状は悪化し続けた。動脈硬化等の症状に見舞われて儀式や魔術に傾倒するようになり、周囲に自殺幇助を懇願したが誰一人命を奪う事が出来ず、苦しみに苛まれ続けた末に138年7月10日、バイアの地でアントニヌスに看取られながら62歳で世を去った。最後には治療を放棄して不摂生な生活を送り、「無数の医者どもが君主を葬ったのだ」と叫びながら息を引き取ったともされる。遺体はプテリオに埋葬された後に遺灰はローマへと移送され、既に故人となっていた妻サヴィナの遺灰と共に葬られた。
ハドリアヌスの死後、その神格化が提案された際には何人もの元老院議員を死に追いやった事から元老院から強い反発が生じ、後継者であったアントニヌスの説得とハドリアヌスを慕う兵士達の反乱への恐怖によって辛うじて承認された。

## 家系図
|  |  |  |  |                             |                             |                             |                             |                             |                             |        |        |                         |                         |                         |                         |                         |                         |                |                |                             |                             |                             |                             |                             |                             |              |              |                         |                         |                         |                         |                         |                         |            |            |                             |                             |                             |                             |                             |                             |                         |                         |                           |                           |                           |                           |                           |                           |                   |                   |                           |                           |                           |                           |                           |                           |  |  |                   |                   |                   |                   |                   |                   |
|  |  |  |  |                             |                             |                             |                             |                             |                             |        |        |                         |                         |                         |                         |                         |                         |                |                |                             |                             |                             |                             |                             |                             |              |              |                         |                         |                         |                         |                         |                         |            |            |                             |                             |                             |                             |                             |                             |                         |                         |                           |                           |                           |                           |                           |                           |                   |                   |                           |                           |                           |                           |                           |                           |  |  |                   |                   |                   |                   |                   |                   |
|  |  |  |  |                             |                             |                             |                             |                             |                             |        |        |                         |                         | マルキア                | マルキア                | マルキア                | マルキア                | マルキア       | マルキア       |                             |                             | 大トラヤヌス                | 大トラヤヌス                | 大トラヤヌス                | 大トラヤヌス                | 大トラヤヌス | 大トラヤヌス |                         |                         | ネルウァ                | ネルウァ                | ネルウァ                | ネルウァ                | ネルウァ   | ネルウァ   |                             |                             | ウルピア                    | ウルピア                    | ウルピア                    | ウルピア                    | ウルピア                | ウルピア                |                           |                           |                           |                           |                           |                           |                   |                   |                           |                           |                           |                           |                           |                           |  |  |                   |                   |                   |                   |                   |                   |
|  |  |  |  |                             |                             |                             |                             |                             |                             |        |        |                         |                         | マルキア                | マルキア                | マルキア                | マルキア                | マルキア       | マルキア       |                             |                             | 大トラヤヌス                | 大トラヤヌス                | 大トラヤヌス                | 大トラヤヌス                | 大トラヤヌス | 大トラヤヌス |                         |                         | ネルウァ                | ネルウァ                | ネルウァ                | ネルウァ                | ネルウァ   | ネルウァ   |                             |                             | ウルピア                    | ウルピア                    | ウルピア                    | ウルピア                    | ウルピア                | ウルピア                |                           |                           |                           |                           |                           |                           |                   |                   |                           |                           |                           |                           |                           |                           |  |  |                   |                   |                   |                   |                   |                   |
|  |  |  |  |                             |                             |                             |                             |                             |                             |        |        |                         |                         |                         |                         |                         |                         |                |                |                             |                             |                             |                             |                             |                             |              |              |                         |                         |                         |                         |                         |                         |            |            |                             |                             |                             |                             |                             |                             |                         |                         |                           |                           |                           |                           |                           |                           |                   |                   |                           |                           |                           |                           |                           |                           |  |  |                   |                   |                   |                   |                   |                   |
|  |  |  |  |                             |                             |                             |                             |                             |                             |        |        |                         |                         |                         |                         |                         |                         |                |                |                             |                             |                             |                             |                             |                             |              |              |                         |                         |                         |                         |                         |                         |            |            |                             |                             |                             |                             |                             |                             |                         |                         |                           |                           |                           |                           |                           |                           |                   |                   |                           |                           |                           |                           |                           |                           |  |  |                   |                   |                   |                   |                   |                   |
|  |  |  |  |                             |                             |                             |                             |                             |                             |        |        |                         |                         | マルキアナ              | マルキアナ              | マルキアナ              | マルキアナ              | マルキアナ     | マルキアナ     |                             |                             | トラヤヌス                  | トラヤヌス                  | トラヤヌス                  | トラヤヌス                  | トラヤヌス   | トラヤヌス   |                         |                         | ポンペイア              | ポンペイア              | ポンペイア              | ポンペイア              | ポンペイア | ポンペイア |                             |                             |                             |                             |                             |                             |                         |                         |                           |                           |                           |                           |                           |                           |                   |                   |                           |                           |                           |                           |                           |                           |  |  |                   |                   |                   |                   |                   |                   |
|  |  |  |  |                             |                             |                             |                             |                             |                             |        |        |                         |                         | マルキアナ              | マルキアナ              | マルキアナ              | マルキアナ              | マルキアナ     | マルキアナ     |                             |                             | トラヤヌス                  | トラヤヌス                  | トラヤヌス                  | トラヤヌス                  | トラヤヌス   | トラヤヌス   |                         |                         | ポンペイア              | ポンペイア              | ポンペイア              | ポンペイア              | ポンペイア | ポンペイア |                             |                             |                             |                             |                             |                             |                         |                         |                           |                           |                           |                           |                           |                           |                   |                   |                           |                           |                           |                           |                           |                           |  |  |                   |                   |                   |                   |                   |                   |
|  |  |  |  |                             |                             |                             |                             |                             |                             |        |        |                         |                         |                         |                         |                         |                         |                |                |                             |                             |                             |                             |                             |                             |              |              |                         |                         |                         |                         |                         |                         |            |            |                             |                             | ハドリアヌス・ アフェル     | ハドリアヌス・ アフェル     | ハドリアヌス・ アフェル     | ハドリアヌス・ アフェル     | ハドリアヌス・ アフェル | ハドリアヌス・ アフェル |                           |                           | 大パウリナ                | 大パウリナ                | 大パウリナ                | 大パウリナ                | 大パウリナ        | 大パウリナ        |                           |                           |                           |                           |                           |                           |  |  |                   |                   |                   |                   |                   |                   |
|  |  |  |  |                             |                             |                             |                             |                             |                             |        |        |                         |                         |                         |                         |                         |                         |                |                |                             |                             |                             |                             |                             |                             |              |              |                         |                         |                         |                         |                         |                         |            |            |                             |                             | ハドリアヌス・ アフェル     | ハドリアヌス・ アフェル     | ハドリアヌス・ アフェル     | ハドリアヌス・ アフェル     | ハドリアヌス・ アフェル | ハドリアヌス・ アフェル |                           |                           | 大パウリナ                | 大パウリナ                | 大パウリナ                | 大パウリナ                | 大パウリナ        | 大パウリナ        |                           |                           |                           |                           |                           |                           |  |  |                   |                   |                   |                   |                   |                   |
|  |  |  |  |                             |                             | フルギ                      | フルギ                      | フルギ                      | フルギ                      | フルギ | フルギ |                         |                         | マティディア            | マティディア            | マティディア            | マティディア            | マティディア   | マティディア   |                             |                             |                             |                             |                             |                             | サビニウス   | サビニウス   | サビニウス              | サビニウス              | サビニウス              | サビニウス              |                         |                         |            |            |                             |                             |                             |                             |                             |                             |                         |                         |                           |                           |                           |                           |                           |                           |                   |                   |                           |                           |                           |                           |                           |                           |  |  |                   |                   |                   |                   |                   |                   |
|  |  |  |  |                             |                             | フルギ                      | フルギ                      | フルギ                      | フルギ                      | フルギ | フルギ |                         |                         | マティディア            | マティディア            | マティディア            | マティディア            | マティディア   | マティディア   |                             |                             |                             |                             |                             |                             | サビニウス   | サビニウス   | サビニウス              | サビニウス              | サビニウス              | サビニウス              |                         |                         |            |            |                             |                             |                             |                             |                             |                             |                         |                         |                           |                           |                           |                           |                           |                           |                   |                   |                           |                           |                           |                           |                           |                           |  |  |                   |                   |                   |                   |                   |                   |
|  |  |  |  |                             |                             |                             |                             |                             |                             |        |        |                         |                         |                         |                         |                         |                         |                |                |                             |                             |                             |                             |                             |                             |              |              |                         |                         |                         |                         |                         |                         |            |            |                             |                             |                             |                             |                             |                             |                         |                         |                           |                           |                           |                           |                           |                           |                   |                   |                           |                           |                           |                           |                           |                           |  |  |                   |                   |                   |                   |                   |                   |
|  |  |  |  |                             |                             |                             |                             |                             |                             |        |        |                         |                         |                         |                         |                         |                         |                |                |                             |                             |                             |                             |                             |                             |              |              |                         |                         |                         |                         |                         |                         |            |            |                             |                             |                             |                             |                             |                             |                         |                         |                           |                           |                           |                           |                           |                           |                   |                   |                           |                           |                           |                           |                           |                           |  |  |                   |                   |                   |                   |                   |                   |
|  |  |  |  | ルピリア・アンニア          | ルピリア・アンニア          | ルピリア・アンニア          | ルピリア・アンニア          | ルピリア・アンニア          | ルピリア・アンニア          |        |        | アンニウス・ ウェルス   | アンニウス・ ウェルス   | アンニウス・ ウェルス   | アンニウス・ ウェルス   | アンニウス・ ウェルス   | アンニウス・ ウェルス   |                |                | ルピリア                    | ルピリア                    | ルピリア                    | ルピリア                    | ルピリア                    | ルピリア                    |              |              | ウィビア・サビナ        | ウィビア・サビナ        | ウィビア・サビナ        | ウィビア・サビナ        | ウィビア・サビナ        | ウィビア・サビナ        |            |            | ハドリアヌス                | ハドリアヌス                | ハドリアヌス                | ハドリアヌス                | ハドリアヌス                | ハドリアヌス                |                         |                         | アンティノウス            | アンティノウス            | アンティノウス            | アンティノウス            | アンティノウス            | アンティノウス            |                   |                   | 小パウリナ                | 小パウリナ                | 小パウリナ                | 小パウリナ                | 小パウリナ                | 小パウリナ                |  |  |                   |                   |                   |                   |                   |                   |
|  |  |  |  | ルピリア・アンニア          | ルピリア・アンニア          | ルピリア・アンニア          | ルピリア・アンニア          | ルピリア・アンニア          | ルピリア・アンニア          |        |        | アンニウス・ ウェルス   | アンニウス・ ウェルス   | アンニウス・ ウェルス   | アンニウス・ ウェルス   | アンニウス・ ウェルス   | アンニウス・ ウェルス   |                |                | ルピリア                    | ルピリア                    | ルピリア                    | ルピリア                    | ルピリア                    | ルピリア                    |              |              | ウィビア・サビナ        | ウィビア・サビナ        | ウィビア・サビナ        | ウィビア・サビナ        | ウィビア・サビナ        | ウィビア・サビナ        |            |            | ハドリアヌス                | ハドリアヌス                | ハドリアヌス                | ハドリアヌス                | ハドリアヌス                | ハドリアヌス                |                         |                         | アンティノウス            | アンティノウス            | アンティノウス            | アンティノウス            | アンティノウス            | アンティノウス            |                   |                   | 小パウリナ                | 小パウリナ                | 小パウリナ                | 小パウリナ                | 小パウリナ                | 小パウリナ                |  |  |                   |                   |                   |                   |                   |                   |
|  |  |  |  |                             |                             |                             |                             |                             |                             |        |        |                         |                         |                         |                         |                         |                         |                |                |                             |                             |                             |                             |                             |                             |              |              |                         |                         |                         |                         |                         |                         |            |            |                             |                             |                             |                             |                             |                             |                         |                         |                           |                           |                           |                           |                           |                           |                   |                   |                           |                           |                           |                           |                           |                           |  |  |                   |                   |                   |                   |                   |                   |
|  |  |  |  |                             |                             |                             |                             |                             |                             |        |        |                         |                         |                         |                         |                         |                         |                |                |                             |                             |                             |                             |                             |                             |              |              |                         |                         |                         |                         |                         |                         |            |            |                             |                             |                             |                             |                             |                             |                         |                         |                           |                           |                           |                           |                           |                           |                   |                   |                           |                           |                           |                           |                           |                           |  |  |                   |                   |                   |                   |                   |                   |
|  |  |  |  | ドミティア・ ルキッラ       | ドミティア・ ルキッラ       | ドミティア・ ルキッラ       | ドミティア・ ルキッラ       | ドミティア・ ルキッラ       | ドミティア・ ルキッラ       |        |        | アンニウス・ ウェルス   | アンニウス・ ウェルス   | アンニウス・ ウェルス   | アンニウス・ ウェルス   | アンニウス・ ウェルス   | アンニウス・ ウェルス   |                |                | リボ                        | リボ                        | リボ                        | リボ                        | リボ                        | リボ                        |              |              | 大ファウスティナ        | 大ファウスティナ        | 大ファウスティナ        | 大ファウスティナ        | 大ファウスティナ        | 大ファウスティナ        |            |            | アントニヌス・ ピウス       | アントニヌス・ ピウス       | アントニヌス・ ピウス       | アントニヌス・ ピウス       | アントニヌス・ ピウス       | アントニヌス・ ピウス       |                         |                         | ルキウス・ アエリウス     | ルキウス・ アエリウス     | ルキウス・ アエリウス     | ルキウス・ アエリウス     | ルキウス・ アエリウス     | ルキウス・ アエリウス     |                   |                   | ユリア・パウリナ          | ユリア・パウリナ          | ユリア・パウリナ          | ユリア・パウリナ          | ユリア・パウリナ          | ユリア・パウリナ          |  |  |                   |                   |                   |                   |                   |                   |
|  |  |  |  | ドミティア・ ルキッラ       | ドミティア・ ルキッラ       | ドミティア・ ルキッラ       | ドミティア・ ルキッラ       | ドミティア・ ルキッラ       | ドミティア・ ルキッラ       |        |        | アンニウス・ ウェルス   | アンニウス・ ウェルス   | アンニウス・ ウェルス   | アンニウス・ ウェルス   | アンニウス・ ウェルス   | アンニウス・ ウェルス   |                |                | リボ                        | リボ                        | リボ                        | リボ                        | リボ                        | リボ                        |              |              | 大ファウスティナ        | 大ファウスティナ        | 大ファウスティナ        | 大ファウスティナ        | 大ファウスティナ        | 大ファウスティナ        |            |            | アントニヌス・ ピウス       | アントニヌス・ ピウス       | アントニヌス・ ピウス       | アントニヌス・ ピウス       | アントニヌス・ ピウス       | アントニヌス・ ピウス       |                         |                         | ルキウス・ アエリウス     | ルキウス・ アエリウス     | ルキウス・ アエリウス     | ルキウス・ アエリウス     | ルキウス・ アエリウス     | ルキウス・ アエリウス     |                   |                   | ユリア・パウリナ          | ユリア・パウリナ          | ユリア・パウリナ          | ユリア・パウリナ          | ユリア・パウリナ          | ユリア・パウリナ          |  |  |                   |                   |                   |                   |                   |                   |
|  |  |  |  |                             |                             |                             |                             |                             |                             |        |        |                         |                         |                         |                         |                         |                         |                |                |                             |                             |                             |                             |                             |                             |              |              |                         |                         |                         |                         |                         |                         |            |            |                             |                             |                             |                             |                             |                             |                         |                         |                           |                           |                           |                           |                           |                           |                   |                   |                           |                           |                           |                           |                           |                           |  |  |                   |                   |                   |                   |                   |                   |
|  |  |  |  |                             |                             |                             |                             |                             |                             |        |        |                         |                         |                         |                         |                         |                         |                |                |                             |                             |                             |                             |                             |                             |              |              |                         |                         |                         |                         |                         |                         |            |            |                             |                             |                             |                             |                             |                             |                         |                         |                           |                           |                           |                           |                           |                           |                   |                   |                           |                           |                           |                           |                           |                           |  |  |                   |                   |                   |                   |                   |                   |
|  |  |  |  | 大コルニフィキア            | 大コルニフィキア            | 大コルニフィキア            | 大コルニフィキア            | 大コルニフィキア            | 大コルニフィキア            |        |        | マルクス・ アウレリウス | マルクス・ アウレリウス | マルクス・ アウレリウス | マルクス・ アウレリウス | マルクス・ アウレリウス | マルクス・ アウレリウス |                |                | 小ファウスティナ            | 小ファウスティナ            | 小ファウスティナ            | 小ファウスティナ            | 小ファウスティナ            | 小ファウスティナ            |              |              | アウレリア・ ファディラ | アウレリア・ ファディラ | アウレリア・ ファディラ | アウレリア・ ファディラ | アウレリア・ ファディラ | アウレリア・ ファディラ |            |            |                             |                             |                             |                             |                             |                             |                         |                         |                           |                           |                           |                           |                           |                           |                   |                   | サリナトル                | サリナトル                | サリナトル                | サリナトル                | サリナトル                | サリナトル                |  |  |                   |                   |                   |                   |                   |                   |
|  |  |  |  | 大コルニフィキア            | 大コルニフィキア            | 大コルニフィキア            | 大コルニフィキア            | 大コルニフィキア            | 大コルニフィキア            |        |        | マルクス・ アウレリウス | マルクス・ アウレリウス | マルクス・ アウレリウス | マルクス・ アウレリウス | マルクス・ アウレリウス | マルクス・ アウレリウス |                |                | 小ファウスティナ            | 小ファウスティナ            | 小ファウスティナ            | 小ファウスティナ            | 小ファウスティナ            | 小ファウスティナ            |              |              | アウレリア・ ファディラ | アウレリア・ ファディラ | アウレリア・ ファディラ | アウレリア・ ファディラ | アウレリア・ ファディラ | アウレリア・ ファディラ |            |            |                             |                             |                             |                             |                             |                             |                         |                         |                           |                           |                           |                           |                           |                           |                   |                   | サリナトル                | サリナトル                | サリナトル                | サリナトル                | サリナトル                | サリナトル                |  |  |                   |                   |                   |                   |                   |                   |
|  |  |  |  |                             |                             |                             |                             |                             |                             |        |        |                         |                         |                         |                         |                         |                         |                |                |                             |                             |                             |                             |                             |                             |              |              |                         |                         |                         |                         |                         |                         |            |            |                             |                             |                             |                             |                             |                             |                         |                         |                           |                           |                           |                           |                           |                           |                   |                   |                           |                           |                           |                           |                           |                           |  |  |                   |                   |                   |                   |                   |                   |
|  |  |  |  |                             |                             |                             |                             |                             |                             |        |        |                         |                         |                         |                         |                         |                         |                |                |                             |                             |                             |                             |                             |                             |              |              |                         |                         |                         |                         |                         |                         |            |            |                             |                             |                             |                             |                             |                             |                         |                         |                           |                           |                           |                           |                           |                           |                   |                   |                           |                           |                           |                           |                           |                           |  |  |                   |                   |                   |                   |                   |                   |
|  |  |  |  | 小コルニフィキア            | 小コルニフィキア            | 小コルニフィキア            | 小コルニフィキア            | 小コルニフィキア            | 小コルニフィキア            |        |        | ファディッラ            | ファディッラ            | ファディッラ            | ファディッラ            | ファディッラ            | ファディッラ            |                |                | コンモドゥス                | コンモドゥス                | コンモドゥス                | コンモドゥス                | コンモドゥス                | コンモドゥス                |              |              | ルキッラ                | ルキッラ                | ルキッラ                | ルキッラ                | ルキッラ                | ルキッラ                |            |            | ルキウス・ウェルス          | ルキウス・ウェルス          | ルキウス・ウェルス          | ルキウス・ウェルス          | ルキウス・ウェルス          | ルキウス・ウェルス          |                         |                         | ケイオニア・ プラウティア | ケイオニア・ プラウティア | ケイオニア・ プラウティア | ケイオニア・ プラウティア | ケイオニア・ プラウティア | ケイオニア・ プラウティア |                   |                   |                           |                           |                           |                           |                           |                           |  |  |                   |                   |                   |                   |                   |                   |
|  |  |  |  | 小コルニフィキア            | 小コルニフィキア            | 小コルニフィキア            | 小コルニフィキア            | 小コルニフィキア            | 小コルニフィキア            |        |        | ファディッラ            | ファディッラ            | ファディッラ            | ファディッラ            | ファディッラ            | ファディッラ            |                |                | コンモドゥス                | コンモドゥス                | コンモドゥス                | コンモドゥス                | コンモドゥス                | コンモドゥス                |              |              | ルキッラ                | ルキッラ                | ルキッラ                | ルキッラ                | ルキッラ                | ルキッラ                |            |            | ルキウス・ウェルス          | ルキウス・ウェルス          | ルキウス・ウェルス          | ルキウス・ウェルス          | ルキウス・ウェルス          | ルキウス・ウェルス          |                         |                         | ケイオニア・ プラウティア | ケイオニア・ プラウティア | ケイオニア・ プラウティア | ケイオニア・ プラウティア | ケイオニア・ プラウティア | ケイオニア・ プラウティア |                   |                   |                           |                           |                           |                           |                           |                           |  |  |                   |                   |                   |                   |                   |                   |
|  |  |  |  |                             |                             |                             |                             |                             |                             |        |        |                         |                         |                         |                         |                         |                         |                |                |                             |                             |                             |                             |                             |                             |              |              |                         |                         |                         |                         |                         |                         |            |            |                             |                             |                             |                             |                             |                             |                         |                         |                           |                           |                           |                           |                           |                           |                   |                   |                           |                           |                           |                           |                           |                           |  |  |                   |                   |                   |                   |                   |                   |
|  |  |  |  |                             |                             |                             |                             |                             |                             |        |        |                         |                         |                         |                         |                         |                         |                |                |                             |                             |                             |                             |                             |                             |              |              |                         |                         |                         |                         |                         |                         |            |            |                             |                             |                             |                             |                             |                             |                         |                         |                           |                           |                           |                           |                           |                           |                   |                   |                           |                           |                           |                           |                           |                           |  |  |                   |                   |                   |                   |                   |                   |
|  |  |  |  | アンニア・ ファウスティナ   | アンニア・ ファウスティナ   | アンニア・ ファウスティナ   | アンニア・ ファウスティナ   | アンニア・ ファウスティナ   | アンニア・ ファウスティナ   |        |        |                         |                         |                         |                         | ユリア・マエサ          | ユリア・マエサ          | ユリア・マエサ | ユリア・マエサ | ユリア・マエサ              | ユリア・マエサ              |                             |                             |                             |                             |              |              | ユリア・ドムナ          | ユリア・ドムナ          | ユリア・ドムナ          | ユリア・ドムナ          | ユリア・ドムナ          | ユリア・ドムナ          |            |            | セプティミウス・ セウェルス | セプティミウス・ セウェルス | セプティミウス・ セウェルス | セプティミウス・ セウェルス | セプティミウス・ セウェルス | セプティミウス・ セウェルス |                         |                         | セルウィリア・ ケイオニア | セルウィリア・ ケイオニア | セルウィリア・ ケイオニア | セルウィリア・ ケイオニア | セルウィリア・ ケイオニア | セルウィリア・ ケイオニア |                   |                   |                           |                           |                           |                           |                           |                           |  |  | ゴルディアヌス1世 | ゴルディアヌス1世 | ゴルディアヌス1世 | ゴルディアヌス1世 | ゴルディアヌス1世 | ゴルディアヌス1世 |
|  |  |  |  | アンニア・ ファウスティナ   | アンニア・ ファウスティナ   | アンニア・ ファウスティナ   | アンニア・ ファウスティナ   | アンニア・ ファウスティナ   | アンニア・ ファウスティナ   |        |        |                         |                         |                         |                         | ユリア・マエサ          | ユリア・マエサ          | ユリア・マエサ | ユリア・マエサ | ユリア・マエサ              | ユリア・マエサ              |                             |                             |                             |                             |              |              | ユリア・ドムナ          | ユリア・ドムナ          | ユリア・ドムナ          | ユリア・ドムナ          | ユリア・ドムナ          | ユリア・ドムナ          |            |            | セプティミウス・ セウェルス | セプティミウス・ セウェルス | セプティミウス・ セウェルス | セプティミウス・ セウェルス | セプティミウス・ セウェルス | セプティミウス・ セウェルス |                         |                         | セルウィリア・ ケイオニア | セルウィリア・ ケイオニア | セルウィリア・ ケイオニア | セルウィリア・ ケイオニア | セルウィリア・ ケイオニア | セルウィリア・ ケイオニア |                   |                   |                           |                           |                           |                           |                           |                           |  |  | ゴルディアヌス1世 | ゴルディアヌス1世 | ゴルディアヌス1世 | ゴルディアヌス1世 | ゴルディアヌス1世 | ゴルディアヌス1世 |
|  |  |  |  |                             |                             |                             |                             |                             |                             |        |        |                         |                         |                         |                         |                         |                         |                |                |                             |                             |                             |                             |                             |                             |              |              |                         |                         |                         |                         |                         |                         |            |            |                             |                             |                             |                             |                             |                             |                         |                         |                           |                           |                           |                           |                           |                           |                   |                   |                           |                           |                           |                           |                           |                           |  |  |                   |                   |                   |                   |                   |                   |
|  |  |  |  |                             |                             |                             |                             |                             |                             |        |        |                         |                         |                         |                         |                         |                         |                |                |                             |                             |                             |                             |                             |                             |              |              |                         |                         |                         |                         |                         |                         |            |            |                             |                             |                             |                             |                             |                             |                         |                         |                           |                           |                           |                           |                           |                           |                   |                   |                           |                           |                           |                           |                           |                           |  |  |                   |                   |                   |                   |                   |                   |
|  |  |  |  |                             |                             |                             |                             |                             |                             |        |        | ユリア・ソエミアス      | ユリア・ソエミアス      | ユリア・ソエミアス      | ユリア・ソエミアス      | ユリア・ソエミアス      | ユリア・ソエミアス      |                |                | ユリア・アウィタ            | ユリア・アウィタ            | ユリア・アウィタ            | ユリア・アウィタ            | ユリア・アウィタ            | ユリア・アウィタ            |              |              | カラカラ                | カラカラ                | カラカラ                | カラカラ                | カラカラ                | カラカラ                |            |            | ゲタ                        | ゲタ                        | ゲタ                        | ゲタ                        | ゲタ                        | ゲタ                        |                         |                         | リキニウス・ バルブス     | リキニウス・ バルブス     | リキニウス・ バルブス     | リキニウス・ バルブス     | リキニウス・ バルブス     | リキニウス・ バルブス     |                   |                   | アントニア・ ゴルディアナ | アントニア・ ゴルディアナ | アントニア・ ゴルディアナ | アントニア・ ゴルディアナ | アントニア・ ゴルディアナ | アントニア・ ゴルディアナ |  |  | ゴルディアヌス2世 | ゴルディアヌス2世 | ゴルディアヌス2世 | ゴルディアヌス2世 | ゴルディアヌス2世 | ゴルディアヌス2世 |
|  |  |  |  |                             |                             |                             |                             |                             |                             |        |        | ユリア・ソエミアス      | ユリア・ソエミアス      | ユリア・ソエミアス      | ユリア・ソエミアス      | ユリア・ソエミアス      | ユリア・ソエミアス      |                |                | ユリア・アウィタ            | ユリア・アウィタ            | ユリア・アウィタ            | ユリア・アウィタ            | ユリア・アウィタ            | ユリア・アウィタ            |              |              | カラカラ                | カラカラ                | カラカラ                | カラカラ                | カラカラ                | カラカラ                |            |            | ゲタ                        | ゲタ                        | ゲタ                        | ゲタ                        | ゲタ                        | ゲタ                        |                         |                         | リキニウス・ バルブス     | リキニウス・ バルブス     | リキニウス・ バルブス     | リキニウス・ バルブス     | リキニウス・ バルブス     | リキニウス・ バルブス     |                   |                   | アントニア・ ゴルディアナ | アントニア・ ゴルディアナ | アントニア・ ゴルディアナ | アントニア・ ゴルディアナ | アントニア・ ゴルディアナ | アントニア・ ゴルディアナ |  |  | ゴルディアヌス2世 | ゴルディアヌス2世 | ゴルディアヌス2世 | ゴルディアヌス2世 | ゴルディアヌス2世 | ゴルディアヌス2世 |
|  |  |  |  |                             |                             |                             |                             |                             |                             |        |        |                         |                         |                         |                         |                         |                         |                |                |                             |                             |                             |                             |                             |                             |              |              |                         |                         |                         |                         |                         |                         |            |            |                             |                             |                             |                             |                             |                             |                         |                         |                           |                           |                           |                           |                           |                           |                   |                   |                           |                           |                           |                           |                           |                           |  |  |                   |                   |                   |                   |                   |                   |
|  |  |  |  | アウレリア・ ファウスティナ | アウレリア・ ファウスティナ | アウレリア・ ファウスティナ | アウレリア・ ファウスティナ | アウレリア・ ファウスティナ | アウレリア・ ファウスティナ |        |        | ヘリオガバルス          | ヘリオガバルス          | ヘリオガバルス          | ヘリオガバルス          | ヘリオガバルス          | ヘリオガバルス          |                |                | アレクサンデル・ セウェルス | アレクサンデル・ セウェルス | アレクサンデル・ セウェルス | アレクサンデル・ セウェルス | アレクサンデル・ セウェルス | アレクサンデル・ セウェルス |              |              |                         |                         |                         |                         |                         |                         |            |            |                             |                             |                             |                             |                             |                             |                         |                         |                           |                           |                           |                           | ゴルディアヌス3世         | ゴルディアヌス3世         | ゴルディアヌス3世 | ゴルディアヌス3世 | ゴルディアヌス3世         | ゴルディアヌス3世         |                           |                           |                           |                           |  |  |                   |                   |                   |                   |                   |                   |
|  |  |  |  | アウレリア・ ファウスティナ | アウレリア・ ファウスティナ | アウレリア・ ファウスティナ | アウレリア・ ファウスティナ | アウレリア・ ファウスティナ | アウレリア・ ファウスティナ |        |        | ヘリオガバルス          | ヘリオガバルス          | ヘリオガバルス          | ヘリオガバルス          | ヘリオガバルス          | ヘリオガバルス          |                |                | アレクサンデル・ セウェルス | アレクサンデル・ セウェルス | アレクサンデル・ セウェルス | アレクサンデル・ セウェルス | アレクサンデル・ セウェルス | アレクサンデル・ セウェルス |              |              |                         |                         |                         |                         |                         |                         |            |            |                             |                             |                             |                             |                             |                             |                         |                         |                           |                           |                           |                           | ゴルディアヌス3世         | ゴルディアヌス3世         | ゴルディアヌス3世 | ゴルディアヌス3世 | ゴルディアヌス3世         | ゴルディアヌス3世         |                           |                           |                           |                           |  |  |                   |                   |                   |                   |                   |                   |

## 評価
ハドリアヌスの治世は称賛に値するものであったが、その治世の最初と最後に恣意的かつ道理に反して命を奪った事で多くのローマ市民に憎まれた。だが、彼は決して他人の血を欲していた訳ではなく、自身と対立した者に対してさえ、彼らの悪口をその国元に書き送るだけで満足していた。

ーカッシウス・ディオ『ローマ史』69,23,2.
ハドリアヌスは文化、安全保障、人材登用等様々な政策で大きな成果を挙げ、パンテオンをはじめとした多くの遺構からもその治世における繁栄を覗い知ることができる。後世からはハドリアヌスの時代こそが元首政期ローマの最盛期と見做される事も多く、元首政の創始者たるアウグストゥスにも比されるほどの評価を得ている。また、後継者であるアントニヌス・ピウスやその後のマルクス・アウレリウス・アントニヌス初期の治世で円滑な統治が行われた事はハドリアヌスの施策に負う所が大きかったともされる。
後世から高く評価される一方で同時代人からは4元老院議員処刑事件や後継者指名時の流血から暴君ともされ、また、後世での評価にもアンティノウスの死後にはそれまでの慎重かつ穏便な姿勢を欠くようになり、それが第二次ユダヤ戦争や後継者指名時の混乱を招いたとの指摘も存在する。元老院との不和は治世において終始付きまとい評価を下げる大きな要因となったが、これは自身の出身派閥であったヒスパニア閥と伝統的なイタリア閥の対立に原因があったとされ、光と陰の両面を持ち合わせた人物であったと言える。

## 人柄と人間関係
ハドリアヌスとは一人の人間でありながら厳しくも温和、高潔な遊び人、遅疑逡巡する韋駄天、豪快な臆病者、誠実な詐欺師、残忍な仁君であり、常に捉え所の無い人間だった。

ー『ヒストリア・アウグスタ』12.11
ハドリアヌスは寛容だが嫉妬深く気まぐれでもあったとされ、その人間性を知る事は容易ではない。
若い頃よりギリシア文化に傾倒してアテナイを何度も訪れ、ティボリに築いた広大なヴィラ(別荘)には多くのギリシア由来の美術品が陳列されていた。また、詩や哲学など様々な分野に深い関心を持ち、高身長で頑健な体で武勇にも秀で、狩猟で猪を一撃で仕留める程の腕前を持っていた。一方でギリシア文化への傾倒はかつて暴君とされたネロを彷彿とさせて元老院から恐れられる一因ともなり、また後継者であるアントニヌスはハドリアヌスのアンティノウスへの過度な寵愛を快く思っていなかったともされる。
元首就任の際に助力したともされるプロティナに対しては終生敬意を払い、132年に亡くなった際には9日間喪に服した上で神格化している。妻サヴィナとの間には子供がおらず、アンティノウスへの寵愛もあり不仲であったともされるが、秘書であり後に歴史家となるスエトニウスをサヴィナに対して必要以上に馴れ馴れしく接したとして解任している。

## 逸話
カエサルなんぞ願い下げだ。
ブリトン人の周囲をうろつき
・・・・を彷徨い歩き
スキタイ人どもと厳冬に我慢せにゃならんなんぞまっぴらだ。

フロルスなんぞ願い下げだ
酒場をうろつき
飯屋を彷徨い歩き
ぶくぶくに太った害虫どもに我慢せにゃならんなんぞまっぴらだ。

ー詩人フロルスの詩とそれに対するハドリアヌスの詩(『ヒストリア・アウグスタ』16.3)
- 公衆浴場

ハドリアヌスはしばしば民衆に混ざって公衆浴場を利用したが、かつて自身の指揮下にいた退役兵が体を拭かせるための奴隷を所有していないため壁に背中をこすりつけて垢を落としているのを見つけ、奴隷と賜金を与えた。これを知った老いた市民達が恩顧に預かろうと浴場の壁に背中をこすりつけるようになり、それを見たハドリアヌスは市民達に互いの背中を磨くよう指示した。また、密偵に監視させていた人物が公衆浴場に入り浸って家に帰らない事を妻が心配していると知り、後日その人物に家庭を顧みるよう叱責したという。
- 統治者の資質

旅の途中ある女性から訴えを受けた際、当初は時間がないと相手にしなかったが、「ならば元首なんぞおやめになるがよい」と言われて訴えを聞き入れたという。また、処刑したセルウィアヌスを高く評価していたとされ、宴席で出席者に「ローマを統べるに相応しい者を10人挙げよ。いや、やはり9人でよい、一人は分かっている、セルウィアヌスだ」と述べたという。
- 議論と反論

哲学に関する議論を好んだが批判に対しては狭量だったともされ、哲学者ファヴォリヌスはハドリアヌスに対して持論を撤回した事を後日、友人に指摘された際「30もの軍団を従えているお方の意見は私の意見なんぞよりも遥かに正しいものなのだよ」と皮肉ったという。また、ウェヌスとローマの神殿建設の際に建築家アポロドロスに意見を求めたところ「カエサルの案では天井が低すぎて女神が身動き取れませんぞ」と小馬鹿にされて激怒し、アポロドロスを処刑したと言い伝えられている。
- 髭を生やした元首

ハドリアヌスの彫像にはそれまでの元首の彫像に無かった髭が描かれるようになり、この傾向は以後の元首にも受け継がれてコンスタンティヌスまで続く事となる。ハドリアヌスが髭を蓄えるようになったのは髭を生やす事が美徳だと考えられていたギリシア文化への敬意のためだったとされ、同時代のローマ人エリート層の間でも髭を生やす習慣が急速に広まっていった。

## ハドリアヌスが登場する作品
- マルグリット・ユルスナール『ハドリアヌス帝の回想』（1951年）
- ヤマザキマリ 『テルマエ・ロマエ』（2008-2013年）
  - このマンガを映画化した『テルマエ・ロマエ』（2012年）、『テルマエ・ロマエⅡ』（2014年）では、市村正親がハドリアヌスを演じた。